# Біловежа (Словаччина)
Біловежа (словац. Beloveža) — село в Словаччині, Бардіївському окрузі Пряшівського краю. Розташоване в північно-східній частині Словаччини недалеко м. Бардіїв.
Уперше згадується у 1355 році.

## Культура
У селі є греко-католицька парафіяльна церква святого Архангела Михаїла з 1778 року в бароко—класицистичному стилі з п'ятьма вежами, з 1963 року національна культурна пам'ятка. Історичні джерела згадують дерев'яну церкву вже з кінця 15 століття.
У селі діє фольклорний гурт «Біловежанка», який репрезентує село на фольклорному фестивалі «Маковицька струна».
З 1974 тут відбуваються «Свята культури русинів—українців», на яких беруть участь фольклорні гурти з близької та далекої околиці.

## Населення
| Рік:            | 1994. | 2004.   | 2014.   | 2024.   |
| --------------- | ----- | ------- | ------- | ------- |
| Кількість осіб: | 827   | 797     | 807     | 789     |
| Різниця:        |       | -3,62 % | +1,25 % | -2,23 % |

| Рік:            | 2023. | 2024.   |
| --------------- | ----- | ------- |
| Кількість осіб: | 781   | 789     |
| Різниця:        |       | +1,02 % |

В селі проживає 818 осіб.
Національний склад населення (за даними останнього перепису населення — 2001 року):
- словаки — 87,66%
- русини — 10,22%
- українці — 1,87%
- чехи — 0,12%

Склад населення за приналежністю до релігії станом на 2001 рік:
- греко-католики — 89,03%,
- римо-католики — 8,73%,
- православні — 0,12%,
- не вважають себе віруючими або не належать до жодної вищезгаданої церкви- 0,75%

### Видатні постаті
- Духнович Олександр (1803–1865) — в селі працював греко-католицьким священиком, народний будитель, педагог та письменник, який писав передусім язичієм, виступав проти мадяризації русинів.
- Коман Орест (1894–1988) — греко-католицький священик, письменник.